# Mocsári manguszta
A mocsári manguszta (Atilax paludinosus) a mongúzfélék (Herpestidae) családjába tartozik, az Atilax nem egyetlen faja.

## Elterjedése, élőhelye
Kelet- és Nyugat-Afrikában egyaránt elterjedt. A mocsaras, erdős folyópartokat kedveli.

## Megjelenése
Törzse megrövidült, feje és nyaka erősen erősen fejlett. A test hossza mintegy 65 cm; a többi mongúzfélénél feltűnően rövidebb farkáé ennek alig több, mint a fele. Bundája sárgásszürkével pettyezett, sötét vörösbarna.

## Életmód
Kiválóan úszik és jól bukik a víz alá, ahol vízi állatokat, halakat, békákat és rákokat fog.